# 恋愛戦略会議
『恋愛戦略会議』（れんあいせんりゃくかいぎ）は、2024年3月13日から16日までフジテレビ系列で、4夜連続で放送されたテレビドラマ。脚本は大北はるかによるオリジナル。主演は松下奈緒。
年齢も職業も価値観も違う4人の女性がお互いの恋愛を成就させるため、夜な夜なクラフトビールバーで「戦略会議」を開く「超妄想型会話劇」ラブコメディー。それぞれの恋のストーリーが1夜ずつ4日連続で紡がれる。

## キャスト

### 主要人物
倉持冬子（くらもち とうこ）〈38〉
演 - 松下奈緒
証券会社勤務。かっては結婚願望ゼロで仕事に人生を捧げてきたバリキャリ女子。
ある出来事を機に、結婚を考えるようになるが、相手に求める条件が厳しく、なかなか理想の相手を見つけられない。
鶴見弥生（つるみ やよい）
演 - 牧瀬里穂
女手ひとつで大学生の息子を育て上げたシングルマザー。ふとしたことで木暮に悩みの相談に乗ってもらい、それ以来木暮のバーに通うようになる。
麦田茜（むぎた あかね）〈26〉
演 - 齊藤京子（日向坂46）
新星広告社の営業部勤務。同じフロアにいる人気者の種田先輩に片思いしている奥手なOL。
早乙女乃愛（さおとめ のあ）〈20〉
演 - ゆうちゃみ
漫画家志望の大学生。ペンネームは「鬼瓦ぺろりん」。同じ大学の彼氏・ムーたんに対して、あることをきっかけに「蛙化現象」に陥ってしまう。
木暮豊（こぐれ ゆたか）
演 - 藤木直人
4人が集まるクラフトビールバーのマスター。４人が集まりお互いの悩みを打ち明けるようになったきっかけを作った。

### 4人の女性の恋の相手
犬飼健斗（いぬかい けんと）〈28〉
演 - 白洲迅
冬子の住むマンションの同じ階の住人。鍵を持たずにゴミ捨てに出て困っていたところ、帰宅してきた冬子に助けられた。自称弁護士。
種田颯太（たねだ そうた）〈31〉
演 - 草川拓弥
新星広告社の企画開発部勤務。茜が憧れる先輩。イケメンで女性からの人気も高く、社内や取引先からの信頼も厚い敏腕社員。
ムーたん / 睦月（むつき）〈20〉
演 - 水沢林太郎（幼少期:福田清太）
乃愛の彼氏。乃愛と同じ大学に通う。乃愛の漫画コンクール出品作品をべた褒めしたことがきっかけで恋が始まる。実は弥生の息子。
森田優介（もりた ゆうすけ）
演 - 岡田義徳
弥生の息子が小学生の時の担任。その後疎遠になっていたが、弥生がトリマーとして働く店に森田が来店したことで偶然再会する。

### ゲスト

#### 第1話
西園寺大成〈38〉
演 - 松田慎也
都内でアパレル企業を経営する男性。冬子がアプリで出会う。全ての条件を満たしているが、何かが足りないと感じてしまう。
冬子の婚活相手
演 - 板倉武志、 守谷勇人、小野剛聖
冬子に「面接」を受けるが、誰も冬子の条件を満たさなかった。
健斗の姉
演 -   福田ユミ
冬子が自室の前で出会い、健斗が冬子に話していた弁護士ではなく、実家の援助でマンション暮らしをしているニートだと発覚する。
クラフトビールバーの店員
演 - 渡辺那月（第2話）
豊の経営するクラフトビールバーの店員。
莉子
演 - 細川愛倫（第2話）
クラフトビールバーの常連客。

#### 第2話
茜の上司
演 - 森準人
総務部の時の上司。企画開発部に異動希望を出していたが、希望者が多く難しいと言われている。
颯太の友人
演 - 猪征大
颯太の社内の友人。
茜のライバルの女子社員
演 - 松田有咲、倉中るな

#### 第3話
福丸福太
演 - 都丸紗也華
人気女性漫画家。何度も漫画のコンクールに落選している乃愛のために睦月がアドバイスを頼み込む。

#### 第4話
弥生の元夫
演 - 岸田研二
職場恋愛で結婚したが、生活費を入れずに「育児が嫌なら生まなきゃよかったじゃん」などと暴言を吐く。

## スタッフ
- 脚本 - 大北はるか[2]
- 主題歌 - 松下奈緒「きらりら feat. 山村隆太（flumpool）」（Sony Music Labels）[14]
- 音楽 - 田渕夏海
- プロデュース・演出 - 宮木正悟[2]

## 放送日程
| 話数  | 放送日  | サブタイトル                               |
| ----- | ------- | ------------------------------------------ |
| 第1話 | 3月13日 | 超妄想型ラブコメディ誕生!松下奈緒主演      |
| 第2話 | 3月14日 | ハイスペ先輩の落とし方!片想い3年の行く末は |
| 第3話 | 3月15日 | 蛙化現象どう克服する?超妄想型ラブコメ誕生  |
| 第4話 | 3月16日 | 愛するor愛されるどっちが幸せ?              |